# 561 v. Chr.
Portal Geschichte | Portal Biografien | Aktuelle Ereignisse | Jahreskalender | Tagesartikel

◄ |
7. Jahrhundert v. Chr. |
6. Jahrhundert v. Chr. |
5. Jahrhundert v. Chr. |
►

◄ | 580er v. Chr. | 570er v. Chr. | 560er v. Chr. | 550er v. Chr. |
540er v. Chr. |
►

◄◄ | ◄ | 564 v. Chr. | 563 v. Chr. | 562 v. Chr. | 561 v. Chr. |
560 v. Chr. |
559 v. Chr. |
558 v. Chr. |
► |
►►

## Ereignisse

### Politik und Weltgeschehen

#### Griechenland
- Anhänger des Peisistratos stürmen die Akropolis in Athen. Peisistratos lässt sich zum Tyrannen ausrufen, wird von Lykurg und Megakles jedoch bald wieder vertrieben.

#### Asien
- Nabû-kudurrī-uṣur II. stirbt in seinem 43. Regierungsjahr. Ihm folgt sein Sohn Amēl-Marduk (Akzessionsjahr). Amel-Marduks erstes Regierungsjahr beginnt am 1. Nisannu 561 v. Chr.
- In der Bibel wird geschildert, dass Amel-Marduk in seinem Akzessionsjahr am 27. Addaru (26.–27. März[1]) König Jojachin vom Königreich Juda in dessen 37. Jahr seit seiner nach Babylon veranlassten Deportation begnadigt (2 Kön 25,27 EU).

### Wissenschaft und Technik
- Im babylonischen Kalender fällt das babylonische Neujahr des 1. Nisannu auf den 29.–30. März[1]; der Vollmond im Nisannu auf den 13.–14. April[1] und der 1. Tašritu auf den 23.–24. September[1].[2]